# Tätigkeitsbeschreibung
Die Tätigkeitsbeschreibung bildet oft zusätzlich zur innerbetrieblichen Stellenplanung und der damit verbundenen Stellenbeschreibung für den „Stelleninhaber“ die Grundlage des tarifvertraglich festgeschriebenen Bewertungs- und Eingruppierungsverfahrens bei der Arbeitsbewertung. 
Durch die Erfassung, Beschreibung und Gewichtung der tatsächlich ausgeübten Tätigkeiten von Arbeitspersonen erhalten betroffene Mitarbeiter, deren Vorgesetzte und die im Betrieb für die Tarifeingruppierung zuständigen Stellen mit der Tätigkeitsbeschreibung ein Dokument zur Versachlichung und Beilegung  von Bewertungsdiskussionen, Eingruppierungskonflikten und möglicherweise arbeitsgerichtlichen Verfahren. Außerdem kann die mitarbeiterbezogene Tätigkeitsbeschreibung ein wichtiger Bestandteil im Arbeitsvertrag und in der funktionsbezogenen „Stellenbeschreibung“ sein. Der gesetzlichen Obliegenheit wird in Arbeitsverträgen gerne durch Beifügen einer allgemeiner gehaltenen, innerbetrieblichen „Stellenbeschreibung“ nachgekommen.
Was am Arbeitsplatz zu erledigen ist, sollte darin umfassend fixiert sein (zum Beispiel Tätigkeitsmerkmale, Verantwortungsbereich, Einordnung in die betriebliche Hierarchie, Über- und Unterstellungsverhältnis).
Bei einer mehr allgemein gehaltenen Beschreibung kann der Mitarbeitereinsatz flexibler gesteuert werden. Detaillierte Tätigkeitsbeschreibungen sind pflegeaufwändig und erfordern unter Umständen bei ihrer Anpassung an gewandelte Tätigkeiten Änderungskündigungen des Arbeitsvertrages.
Siehe auch: Nachweisgesetz